# Chrysosoma robustum
Chrysosoma robustum är en tvåvingeart som först beskrevs av Walker 1857.  Chrysosoma robustum ingår i släktet Chrysosoma och familjen styltflugor. Inga underarter finns listade i Catalogue of Life.